# Love, Speed and Thrills
Love, Speed and Thrills is een Amerikaanse korte film uit 1915. Het is een actie-komedie die werd geregisseerd door Walter Wright en geproduceerd door Mack Sennett. 
De hoofdrollen worden gespeeld door Mack Swain, Minta Durfee, Chester Conklin en Josef Swickard De film valt in het publiek domein.

## Verhaallijn
Het verhaal gaat over gewond geraakte man die er vandoor gaat met de vrouw van degene die hem onderdak gaf terwijl deze gezocht werd door de politie.

## Rolverdeling
| Acteur          | Personage               |
| --------------- | ----------------------- |
| Mack Swain      | Ambrose                 |
| Minta Durfee    | Vrouw van Ambrose       |
| Chester Conklin | Mr. Walrus              |
| Billy Gilbert   |                         |
| Josef Swickard  | hoofd van Keystone Kops |
| Charley Chase   |                         |